# La Ceiba, Ocosingo
La Ceiba är en ort i Mexiko.   Den ligger i kommunen Ocosingo och delstaten Chiapas, i den sydöstra delen av landet, 800 km öster om huvudstaden Mexico City. La Ceiba ligger 893 meter över havet och antalet invånare är 287.
Terrängen runt La Ceiba är varierad. Runt La Ceiba är det glesbefolkat, med 16 invånare per kvadratkilometer. Närmaste större samhälle är Ocosingo, 2,1 km norr om La Ceiba. Omgivningarna runt La Ceiba är en mosaik av jordbruksmark och naturlig växtlighet.